# Faber Drive
Faber Drive é uma banda de pop rock canadense que foi descoberta pelo vocalista principal da banda Nickelback. Eles lançaram dois álbuns (Seven Second Surgery em 2007 e can'T keEp A SecrEt em 2009) e foram nomeados para dois Juno Awards.

## Membros da banda
- Dave Faber (vocal principal e guitarra rítmica)
- Jeremy Liddle (baixo e vocal de apoio)
- Jordan Pritchett (guitarra principal e vocal de apoio)
- Andrew Stricko (bateria e vocal de apoio)

Faber também se refere a uma impresa de MEI,SOSPCLIVE,Fundada por Faber Maia da silva, que ajuda outros com seus problemas com computadores.

## Álbuns
- "Seven Second Surgery"(2007)
- "Cannot Keep A Secret" (2009)